# Ditassa oberdanii
Ditassa oberdanii é uma espécie de planta do gênero Ditassa e da família Apocynaceae.

## Taxonomia
A espécie foi descrita em 1998 por Miriam Cristina Alvarez e Jorge Fontella.

## Forma de vida
É uma espécie terrícola e trepadeira.

## Conservação
A espécie faz parte da Lista Vermelha das espécies ameaçadas do estado do Espírito Santo, no sudeste do Brasil.

## Distribuição
A espécie é endêmica do Brasil e encontrada no estado brasileiro de Espírito Santo. A espécie é encontrada no domínio fitogeográfico de Mata Atlântica, em regiões com vegetação de floresta ombrófila pluvial.